# Washington County (Colorado)
Das Washington County ist ein County im Bundesstaat Colorado der Vereinigten Staaten. Der Verwaltungssitz (County Seat) ist Akron.

## Geographie
Das County liegt im Nordosten von Colorado und hat eine Fläche von 6537 Quadratkilometern, wovon 8 Quadratkilometer Wasserfläche sind. Im Nordwesten hat das County Anteil am South Platte River. Außerdem fließen der Beaver Creek und der Arikaree durch Washington County. Die Felsformation Fremont Buttes ist ein Wahrzeichen des Countys. Es grenzt im Uhrzeigersinn an folgende Countys: Logan County, Yuma County, Kit Carson County, Lincoln County, Adams County, Arapahoe County und Morgan County.

## Geschichte
Ds County wurde 1877 als 12. der 64 Countys gebildet. Benannt wurde das County nach George Washington, dem ersten Präsidenten der Vereinigten Staaten.

## Demografische Daten

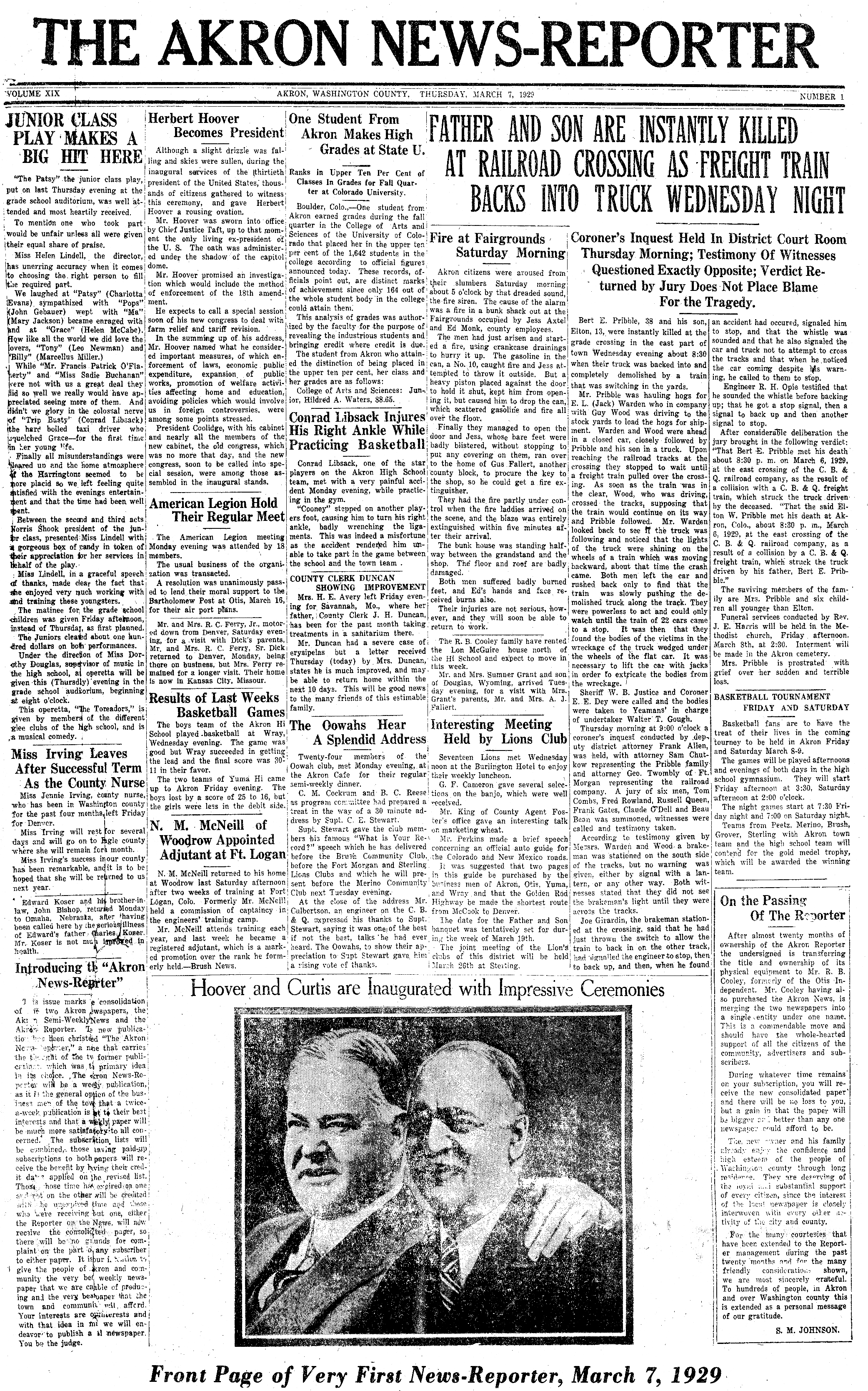
Der Akron News-Reporter, erste Ausgabe

Nach der Volkszählung im Jahr 2000 lebten im County 4.926 Menschen. Es gab 1.989 Haushalte und 1.408 Familien. Die Bevölkerungsdichte betrug 1 Einwohner pro Quadratkilometer. Ethnisch betrachtet setzte sich die Bevölkerung zusammen aus 96,39 Prozent Weißen, 0,04 Prozent Afroamerikanern, 0,57 Prozent amerikanischen Ureinwohnern, 0,10 Prozent Asiaten, 0,02 Prozent Bewohnern aus dem pazifischen Inselraum und 2,03 Prozent aus anderen ethnischen Gruppen; 0,85 Prozent stammten von zwei oder mehr Ethnien ab. 6,29 Prozent der Gesamtbevölkerung waren spanischer oder lateinamerikanischer Abstammung.
Von den 1.989 Haushalten hatten 31,3 Prozent Kinder und Jugendliche unter 18 Jahre, die bei ihnen lebten. 60,7 Prozent waren verheiratete, zusammenlebende Paare, 6,4 Prozent waren allein erziehende Mütter. 29,2 Prozent waren keine Familien. 26,2 Prozent waren Singlehaushalte und in 11,6 Prozent lebten Menschen im Alter von 65 Jahren oder darüber. Die Durchschnittshaushaltsgröße betrug 2,46 und die durchschnittliche Familiengröße lag bei 2,97 Personen.
Auf das gesamte County bezogen setzte sich die Bevölkerung zusammen aus 26,5 Prozent Einwohnern unter 18 Jahren, 6,3 Prozent zwischen 18 und 24 Jahren, 24,8 Prozent zwischen 25 und 44 Jahren, 24,2 Prozent zwischen 45 und 64 Jahren und 18,2 Prozent waren 65 Jahre alt oder darüber. Das Durchschnittsalter betrug 40 Jahre. Auf 100 weibliche Personen kamen 103,4 männliche Personen, auf 100 Frauen im Alter ab 18 Jahren kamen statistisch 100,1 Männer.
Das jährliche Durchschnittseinkommen eines Haushalts betrug 32.431 USD, das Durchschnittseinkommen der Familien betrug 37.287 USD. Männer hatten ein Durchschnittseinkommen von 26.225 USD, Frauen 21.558 USD. Das Prokopfeinkommen betrug 17.788 USD. 11,4 Prozent der Bevölkerung und 8,6 Prozent der Familien lebten unterhalb der Armutsgrenze. Darunter waren 16,3 Prozent der Bevölkerung unter 18 Jahren und 9,4 Prozent der Einwohner ab 65 Jahren.

## Sehenswürdigkeiten

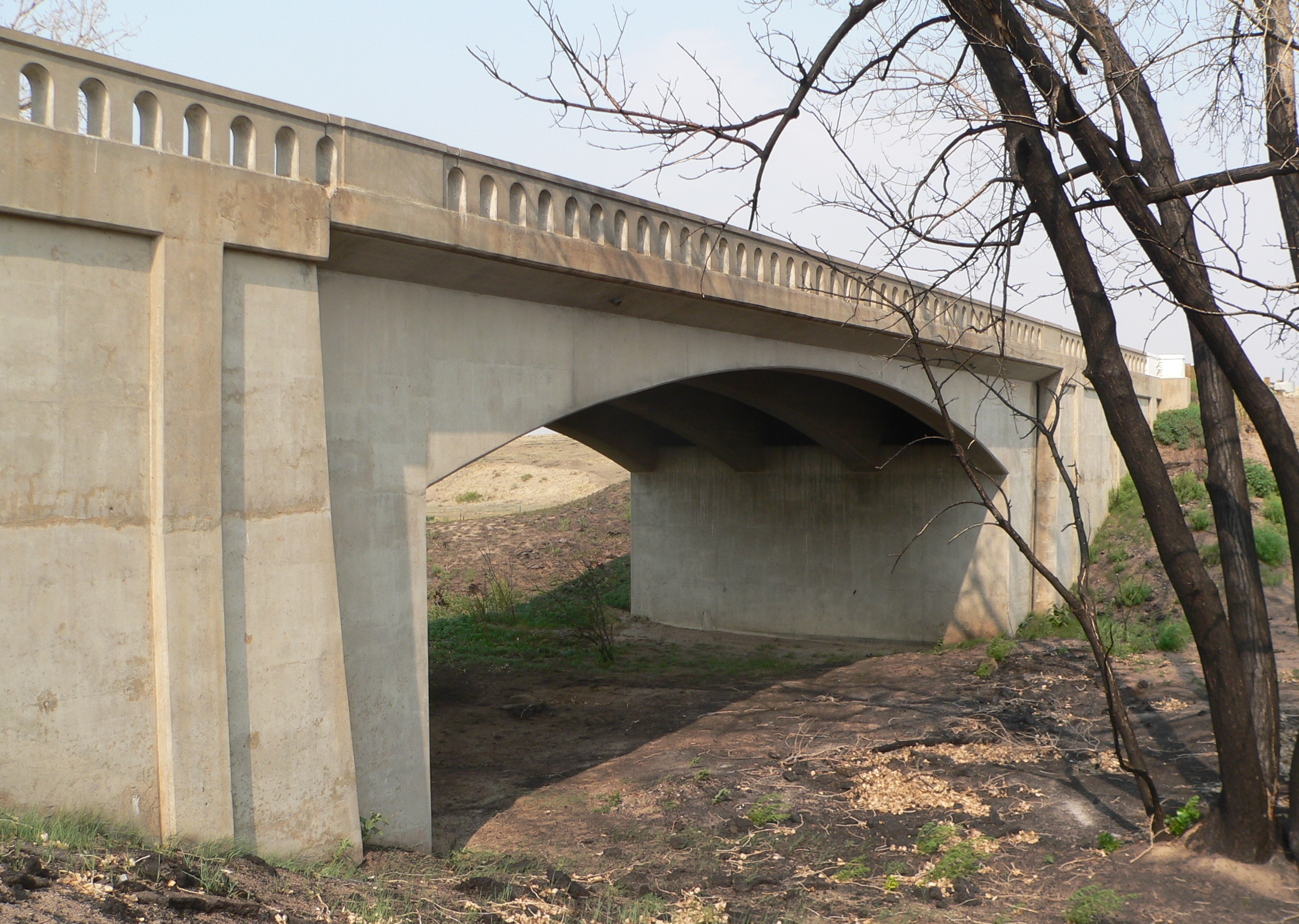
West Plum Bush Creek Bridge (2012). Diese 1938 errichtete Brücke wurde gemeinsam mit der nahegelegenen Plum Bush Creek Bridge am 15. Oktober 2002 als erstes Objekt im County in das NRHP aufgenommen.

Vier Bauwerke und Konstruktionen im Washington County sind im National Register of Historic Places („Nationales Verzeichnis historischer Orte“; NRHP) eingetragen (Stand 28. September 2022), nämlich zwei Brücken, ein Bank- und ein Schulgebäude.

## Städte und Gemeinden
- Akron
- Anton
- Arickaree
- Burdett
- Calhoun
- Cope
- Elba
- Hide
- Last Chance
- Lindon
- Lone Star
- Messex
- Midway
- Otis
- Pinneo
- Platner
- Rago
- Thurman
- Wiladel
- Woodrow
- Xenia

## Infrastruktur
Im Nordwesten hat das County Anteil am Interstate Highway 76 mit einer Anschlussstelle und einem Rastplatz. In Akron befindet sich mit dem Colorado Plains Regional Airport ein Flugplatz.